# Гослар, Ханнели
Ханна Элизабет (Ханнели) Пик-Гослар (нидерл. Hannah Elisabeth (Hanneli) Pick-Goslar; 12 ноября 1928, Берлин, Веймарская республика — 29 октября 2022, Иерусалим, Израиль) — бывшая медсестра, пережившая Холокост. Получила известность близкой дружбой с Анной Франк, вместе с которой посещала 6-ю школу Монтессори (с 1957 года — школа имени Анны Франк) и затем еврейский лицей в Амстердаме.

## Ранние годы
Ханна Элизабет Гослар родилась 12 ноября 1928 года в Берлине в семье заместителя министра внутренних дел Пруссии (до 1933 года) Ханса Гослара и учительницы Рут Юдит Кле. Ханна — старшая в семье Гослар. Оба её родители были религиозными евреями. Мать Ханны скончалась при родах третьего ребёнка.
В 1933 году после того, как Адольф Гитлер пришёл к власти и НСДАП одержала победу на муниципальных выборах во Франкфурте, отцу Ханны Хансу пришлось уйти в отставку. После неудачной попытки переезда в Англию, где Ханс Гослар не смог найти работу, которая бы позволяла ему соблюдать шаббат, семья переехала в Амстердам, Нидерланды.
Ханна начала посещать 6-ю школу Монтессори в Амстердаме, где подружилась с Анной Франк.

## Арест и концлагерь Берген-Бельзен
В июне 1943 года семья Гослар была арестована и отправлена в концлагерь Вестерборк, затем перенаправлена в концлагерь Берген-Бельзен в феврале 1944 года. Из-за того, что у семьи были палестинские паспорта, Ханна попала в привилегированную часть лагеря с лучшими условиями, в то время как Анна, с которой Ханна изредка могла общаться через забор из колючей проволоки между частями лагеря, содержалась в непривилегированной части. Через этот забор Ханна смогла перебросить Анне небольшую коробку с хлебом и носками.
Ханна с младшей сестрой Габи единственные из семьи выжили 14 месяцев в Берген-Бельзене. Её отец и бабушка с дедушкой с материнской стороны не дожили до освобождения.

## После войны
В 1947 году Ханна и Габи иммигрировали в Иерусалим. Гослар вышла замуж за Вальтера Пинхаса Пика, от которого родила троих детей. У неё 11 внуков и более 20 правнуков.

## В искусстве
Ханна несколько раз появлялась в документальных фильмах об Анне Франк. Об их отношениях снят художественный фильм «Моя лучшая подруга Анна Франк» (2021).